# Мейеровиц, Гунарс
Гунарс Мейеровиц (латыш. Zigfrīds Anna Meierovics, 12 мая 1920, Рига, Латвия  — 11 февраля 2007, Рига, Латвия) — латвийский эмигрант и политик. Кандидат в президенты Латвии в 1993 году.

## Биография
Гунарс родился 12 мая 1920 года. Он был младшим сыном латвийского политика Зигфрида Анны Мейеровица (1887—1925) и его супруги Анны Филхольд (1888—1955). У него были старший брат Гельмут (1914—1998) и сестра Рута (1916—1999). В 1925 году его отец погиб в автокатастрофе.
Гунарс изучал экономику и инженерию в Латвийском университете. В 1943 году, во время Второй мировой войны он был призван в Латышский легион СС. Позже он сначала бежал, в Германию, а затем эмигрировал в США, где работал в Министерстве обороны. Он активно участвовал в деятельности Ассоциации латышей Америки.
В 1961 году он был одним из главных создателей Объединенного балтийского комитета в США. С 1989 по 1993 год он возглавлял Всемирную ассоциацию свободных латышей. В 2001 году Мейеровиц был награжден за обширную, многолетнюю и успешную работу по укреплению политических позиций стран Балтии в США и Европе.
В 1993 году Гунарс участвовал в президентских выборах в Латвии. В первом он набрал 34 голоса, что было самым лучшим результатом. Однако, незадолго до проведения второго тура выборов, он снял свою кандидатуру и поддержал Гунтиса Улманиса, который в итоге стал президентом Латвии.
В том же году он был избран в Сейм по списку партии «Латвийский путь». 1993—1994. В правительствах Валдиса Биркавса и Мариса Гайлиса, Мейеровиц занимал должность министра по делам стран Балтии и Северной Европы в Министерстве иностранных дел.
Гунарс был членом латвийской студенческой корпорации Talavija.
Он умер 11 февраля 2007 года после продолжительной и тяжелой болезни.

## Личная жизнь
Гунарс был женат на Айне Маурине. У супругов родилось две дочери и четверо внуков. Обе замужем за американцами и живут в США. Позже женился на Ингриде Мейеровиц (род. 1934).

## Награды
- ордена Трёх звёзд III степени (ноябрь 1995 года)